# Bethylonymellus minutus
Bethylonymellus minutus  (лат.) — ископаемый вид жалящих перепончатокрылых рода Bethylonymellus из семейства Bethylonymidae. Один из древнейших представителей подотряда стебельчатобрюхие. Ископаемые остатки обнаружены в отложениях юрского периода (Средняя Азия, Казахстан, Карабастауская свита, келловейский ярус, Karatau-Mikhailovka, около 165 млн лет). Длина тела 2,7 мм, длина переднего крыла 1,5 мм.
Вид Bethylonymellus minutus был впервые описан по отпечаткам в 1975 году советским и российским палеоэнтомологом Александром Павловичем Расницыным (ПИН РАН, Москва, Россия) и включён в состав рода Bethylonymellus из ископаемого надсемейства Bethylonymoidea, корневой группы для всех жалящих перепончатокрылых насекомых (Aculeata).